# 빅 스타
빅 스타(Big Star)는 미국의 록 밴드이다.

## 디스코그래피
스튜디오 음반
- #1 Record (1972)
- Radio City (1974)
- Third/Sister Lovers (1978)
- In Space (2005)